# Koszmosz–839
A Koszmosz–839 (oroszul: Космос–839) szovjet DSZ–P1–M típusú célműhold.

## Küldetés
Kijelölt pályán mozogva imitálta egy ballisztikus rakéta támadását, ezzel segítve a rádiólokátoros felderítést. Biztosította a légvédelem szerves egységeinek (irányítás, riasztás, imitált elfogás, gyakorló megsemmisítés) összehangolt működését.

## Jellemzői
Az ISZ típusú elfogó vadászműholdak teszteléséhez a dnyipropetrovszki OKB–586 (Juzsnoje) tervezőirodában kifejlesztett űregység. Üzemeltetője a moszkvai Honvédelmi Minisztérium (oroszul: Министерство обороны – MO).
Megnevezései: COSPAR: 1976-067A; SATCAT kódja: 9011.
1976. július 8-án a Pleszeck űrrepülőtérről, a LC–132/1 indítóállásából egy Koszmosz–3M (11K65M 53716-324) típusú hordozórakétával juttatták (LEO = Low-Earth Orbit) alacsony Föld körüli pályára. Az orbitális egység pályája 116,87 perces, 65,86 fokos hajlásszögű, elliptikus pálya-perigeuma 983 kilométer, apogeuma 2098 kilométer volt.
A második generációs ASAT űregységek tesztműholdja. Teljes vizsgálati tesztsorozat végrehajtása az 1978-as ABM szerződés aláírásáig. Könnyű célobjektum, kisebb hordozórakéta, gazdaságosabb üzemeltetés, manőverező képesség. Formája hengeres, hasznos tömege 650 kilogramm.
Az 1976. július 21-én indított Koszmosz–843-as védővadász műhold feladata lett volna a megsemmisítő közelség elérése, de a manőverezést biztosító motorok technikai hibája miatt ez nem sikerült.